# Nineta itoi
Nineta itoi is een insect uit de familie van de gaasvliegen (Chrysopidae), die tot de orde netvleugeligen (Neuroptera) behoort. 
Nineta itoi is voor het eerst wetenschappelijk beschreven door Tsukaguchi in 1995.